# Grupo poliédrico
| · Simetría · involutiva · Cs, (*) · [ ] =     | · Simetría · cíclica · Cnv, (*nn) · [n] =    | · Simetría · diédrica · Dnh, (*n22) · [n,2] = |
| Grupo poliédrico, [n,3], (*n32)               |                                              |                                               |
| · Simetría tetraédrica · Td, (*332) · [3,3] = | · Simetría octaédrica · Oh, (*432) · [4,3] = | · Simetría icosaédrica · Ih, (*532) · [5,3] = |

En geometría, un grupo poliédrico (o también grupo poliedral) es cualquiera de los grupos de simetría correspondiente a alguno de los sólidos platónicos.

## Grupos
Hay tres grupos poliédricos:
- El grupo tetraédrico de orden 12, el grupo de simetría rotacional del tetraedro regular. Es isomorfo a A4.
  - Los conjugados de T son:
    - La identidad
    - 4 × rotación de 120°, orden 3, en sentido horario
    - 4 × rotación de 120°, orden 3, en sentido antihorario
    - 3 × rotación de 180°, orden 2
- El grupo octaédrico de orden 24, grupo de simetría rotacional del cubo y el octaedro regular. Es isomorfo a S4.
  - Las clases de conjugación de O son:
    - La identidad
    - 6 × rotación de ±90° alrededor de los vértices, orden 4
    - 8 × rotación de ±120° alrededor de los centros de los triángulos, orden 3
    - 3 × rotación de 180° alrededor de los vértices, orden 2
    - 6 × rotación de 180° alrededor de los puntos medios de las aristas, orden 2
- El grupo icosaédrico de orden 60, grupo de simetría rotacional del dodecaedro regular y el icosaedro regular. Es isomorfo a A5.
  - Las clases de conjugación de I son:
    - La identidad
    - 12 × rotación de ±72°, orden 5
    - 12 × rotación de ±144°, orden 5
    - 20 × rotación de ±120°, orden 3
    - 15 × rotación de 180°, orden 2

Estas simetrías se duplican a 24, 48 y 120 respectivamente para los grupos reflexivos completos. Las simetrías de reflexión tienen 6, 9 y 15 planos de reflexión respectivamente. La simetría octaédrica, [4,3] puede verse como la unión de 6 planos de reflexión de simetría tetraédrica [3,3] con 3 otros planos de reflexión del grupo diédrico Dih2, [2,2]. La simetría tetraédrica es otra duplicación de la simetría tetraédrica.
Las clases de conjugación de la simetría tetraédrica completa, Td≅S4, son:
- La identidad
- 8 × rotación de 120°
- 3 × rotación de 180°
- 6 × reflexión en un plano a través de dos ejes de rotación
- 6 × rotorreflexión de 90°

Las clases de conjugación de simetría piritoédrica, Th, incluyen las de T, con las dos clases de 4 combinadas, y cada una con inversión:
- La identidad
- 8 × rotación de 120°
- 3 × rotación de 180°
- La inversión
- 8 × rotorreflexión 60°
- 3 × reflexión en un plano

Las clases de conjugación del grupo octaédrico completo, Oh≅S4 × C2, son:
- La inversión
- 6 × rotorreflexión de 90°
- 8 × rotorreflexión de 60°
- 3 × reflexión en un plano perpendicular a un eje cuádruple
- 6 × reflexión en un plano perpendicular a un eje doble

Las clases de conjugación de simetría icosaédrica completa, Ih≅A5 × C2, incluyen también cada una con su inversión:
- La inversión
- 12 × rotorreflexión de 108°, orden 10
- 12 × rotorreflexión de 36°, orden 10
- 20 × rotorreflexión de 60°, orden 6
- 15 × reflexión, orden 2

## Grupos poliédricos quirales
| Nombre (Orb.) | Notación de Coxeter | Orden | Estructura abstracta | Puntos de rotación #valencia | Diagramas | Diagramas      | Diagramas      | Diagramas      |
| Nombre (Orb.) | Notación de Coxeter | Orden | Estructura abstracta | Puntos de rotación #valencia | Ortogonal | Estereográfico | Estereográfico | Estereográfico |
| ------------- | ------------------- | ----- | -------------------- | ---------------------------- | --------- | -------------- | -------------- | -------------- |
| T (332)       | · [3,3]+            | 12    | A4                   | 43 2                         |           |                |                |                |
| Th (3*2)      | · [4,3+]            | 24    | A4×2                 | 43 · 3*2                     |           |                |                |                |
| O (432)       | · [4,3]+            | 24    | S4                   | 34 3 62                      |           |                |                |                |
| I (532)       | · [5,3]+            | 60    | A5                   | 65 103 152                   |           |                |                |                |

## Grupos poliédricos completos
| Weyl Schoe. (Orb.) | Notación de Coxeter | Orden | Estructura abstracta | Número de Coxeter (h) | Planos especulares (m) | Diagramas especulares | Diagramas especulares | Diagramas especulares | Diagramas especulares |
| Weyl Schoe. (Orb.) | Notación de Coxeter | Orden | Estructura abstracta | Número de Coxeter (h) | Planos especulares (m) | Ortogonal             | Estereográfico        | Estereográfico        | Estereográfico        |
| ------------------ | ------------------- | ----- | -------------------- | --------------------- | ---------------------- | --------------------- | --------------------- | --------------------- | --------------------- |
| A3 Td (*332)       | · [3,3]             | 24    | S4                   | 4                     | 6                      |                       |                       |                       |                       |
| B3 Oh (*432)       | · [4,3]             | 48    | S4×2                 | 8                     | 3 · 6                  |                       |                       |                       |                       |
| H3 Ih (*532)       | · [5,3]             | 120   | A5×2                 | 10                    | 15                     |                       |                       |                       |                       |